# Саранск
Сара̀нск (на руски: Саранск; на мокшански: Саранош; на ерзянски: Саран ош) e град в Русия, столица на Република Мордовия. Населението му към 1 януари 2018 г. е 318 841 души.

## История
Градът е основан през 1641 година, получава статут на град през 1780 г.

## Спорт
Градският стадион „Мордовия“ е с капацитет 44 500 души. Реконструиран е за световното първенство по футбол „Русия 2018“ за 270 млн. евро.

## Побратимени градове
- Ботевград, България
- Шерадз, Полша
- Уляновск, Русия